# From Chaos to 1984
From Chaos to 1984 è un album dal vivo del gruppo punk rock inglese The 4-Skins, pubblicato nel 1984.

## Tracce
1. Wonderful World
2. Jealousy
3. On the Streets
4. Johnny Go Home
5. 1984
6. Bread or Blood
7. Saturday
8. A.C.A.B.
9. City Boy
10. Five More Years
11. Evil
12. On File
13. Clockwork Skinhead
14. Chaos